# Рейсснер, Эрнст
Эрнст Рейсснер (нем. Ernst Reißner; 1824—1878) — российский анатом, доктор медицины, профессор Дерптского университета. По происхождению балтийский немец.

## Биография
Начальное образование получил в Риге, а с 1845 года учился на медицинском факультете Императорского Дерптского университета. В 1850 году окончил курс со степенью докторанта, через год получил степень доктора медицины и вскоре занял должность прозектора при кафедре анатомии, которую в то время занимал профессор Рейхерт. В 1853 году Эрнст Рейсснер получил право на чтение лекций, а в 1857 году был избран на место профессора анатомии, которое освободилось после отъезда профессора Рейхерта в Бреславль.
В 1875 году по состоянию здоровья Эрнст Рейсснер оставил преподавание; 4 (16) сентября 1878 года умер в Рухентальском замке, в Курляндской губернии.

## Научная деятельность

### Вклад в анатомию
За свою краткую научную деятельность Эрнст Рейсснер сделал ряд открытий, которые увековечили его имя.
Рейсснер выполнил исследования формирования внутреннего уха, изучая эмбрионы птиц и животных. Таким путём он определил отдельные этапы формирования лабиринта внутреннего уха. Это позволило ему установить процесс формирования лабиринта внутреннего уха у людей.
В его честь мембрана, отделяющая улитковый (кохлеарный) канал от вестибулярного канала (внутреннее ухо), называется мембраной Рейсснера лат. Membrana vestibularis Reissneri
В его честь названа и другая анатомическая структура — волокно Рейсснера, преломления продольных нервных волокон в центральном канале спинного мозга.

### Труды
- De auris internae formatione Dissertation inauguralis. Dorpati Livonorum. 1851 Диссертация на звание доктора медицины.
- Nonnulla de hominis mammaliumque pilis 1853 Диссертация на право чтения лекций
- Beiträge zur Kenntnis der Haare des Menschen und der Säugetiere Breslau 1854
- Zur Kenntniss der Schnecke im Gehörgange der Säugethiere und des Menschen — Müller's «Archiv für Anatomie, Physiologie und wissenschaftliche Medicin» 420—427 1854[2]
- Ueber die Schuppen von Polypterus und Lepidosteus — Müller's «Archiv für Anatomie, Physiologie und wissenschaftliche Medicin» 254—268 1859
- Ueber die Schwimmblase und den Gehörapparat einiger Siluroiden— Müller's «Archiv für Anatomie, Physiologie und wissenschaftliche Medicin» 421—438 1859
- Beiträge zur Kenntniss vom Bau des Rückemarkes von Petromyzon fluviatilis — Müller's «Archiv für Anatomie, Physiologie und wissenschaftliche Medicin» 545—588 1860
- Neurologische Studien — Müller's «Archiv für Anatomie, Physiologie und wissenschaftliche Medicin» 125—131 1862
- Der Bau des centralen Nerven-systems der ungeschwanzten Batrachier. Mit 12 Tafeln Dorpat. 1864.